# أرشيف معهد باستور بتونس
أرشيف معهد باستور بتونس (بالفرنسية: Archives de l'Institut Pasteur de Tunis)‏ وتعرف عالميا باختصار Arch Inst Pasteur Tunis، هي دورية علمية طبية تونسية ربع سنوية تأسست سنة 1906 في تونس العاصمة من قبل شارل نيكول (مدير معهد باستور بتونس بين 1903 و1936 ومتحصل على جائزة نوبل في الطب) وكانت تنشر تحت رعاية إدارة الفلاحة والتجارة والاستعمار، وفي البداية من قبل الشركة المجهولة للطباعة السريعة.

في 1921، تم تعويضها بأرشيف معهد باستور لشمال أفريقيا، ولكن في 1923، تم تقسيم هذه الأخيرة لمجلتين: أرشيف معهد باستور بتونس وأرشيف معهد باستور بالجزائر. تم توقيف نشرها بين 1943 وديسمبر 1954.

يعتبر أرشيف معهد باستور بتونس واحد من مجلتين إثنتين مصنفتين في الفهرس الطبي (Index Medicus) منذ 1978. المعرفات الخاصة بها (NLM ID) هي 101259157 (للأعداد المنشورة قبل 1921) والرقم 7502527 (للأعداد المنشورة بعد 1923).

ينشر أرشيف معهد باستور بتونس مقالات في الطب وعلم الأحياء الدقيقة أساسا باللغة الفرنسية مع مختصرات بالإنجليزية.

## وصلات خارجية
- الموقع الرسمي.